# 戈亚斯州莫鲁阿古杜
戈亚斯州莫鲁阿古杜（葡萄牙語：Morro Agudo de Goiás）是巴西戈亚斯州的一个市镇。总面积282.615平方公里，总人口2462人，人口密度8.7人/平方公里。